# День банківських працівників

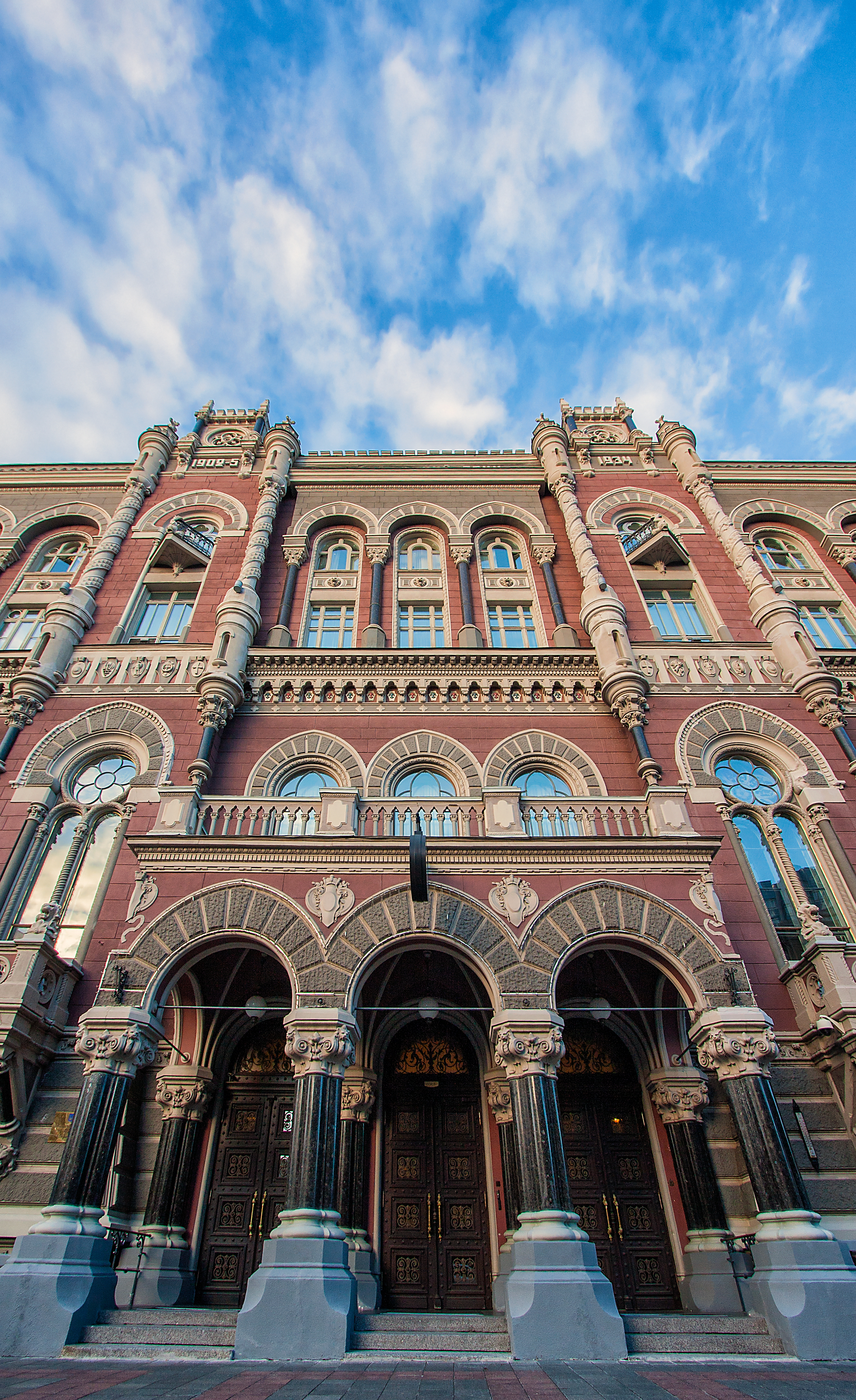
Національний банк України

День банківських працівників — професійне свято України. Відзначається щорічно 20 травня.

## Історія свята
Свято встановлено в Україні «…ураховуючи важливу роль банківської системи та значний внесок працівників цієї галузі в розвиток економіки держави та забезпечення фінансової стабільності…» згідно з Указом Президента України «Про День банківських працівників» від 6 березня 2004 р. № 316/2004.

## Привітання
- Кожна копійка на рахунку: привітання з Днем банківських працівників у листівках, СМС і прозі// Факти, 20 травня 2023 року, автор - Микола Олефіренко
- День банківського працівника: картинки-привітання зі святом// 24-ТБ, 20 травня 2023 року, автор - Вікторія Козар
- День банківського працівника 2023: сердечні вітання, милі листівки// Главред, 2 грудня 2022 року, автор - Ангеліна Підвисоцька, Процитовано 20 травня 2023 року